# Paratylana walkeri
Paratylana walkeri är en insektsart som beskrevs av Metcalf 1958. Paratylana walkeri ingår i släktet Paratylana och familjen sköldstritar. Inga underarter finns listade i Catalogue of Life.